# Wojna Hiszpanii z koalicją angielsko-francusko-austriacką
Wojna Hiszpanii z koalicją angielsko-francusko-austriacką 1718–1720 – inaczej wojna czwórprzymierza.

## Tło historyczne
Po przejęciu władzy przez dynastię Burbonów, Hiszpania zeszła na margines polityki europejskiej. Pierwszy minister króla Filipa V, kardynał Giulio Alberoni, wraz z drugą małżonką króla Elżbietą Farnese, postanowili pomimo to podjąć starania o przejęcie w Italii księstw Parmy i Piacenzy oraz Toskanii, w których spodziewano się wygaśnięcia panujących tam dynastii Farnese oraz Medyceuszy. Dla królowej istotnym motywem działania była chęć zapewnienia tronu dla swoich synów, bowiem w sytuacji, w której Filip V miał potomstwo z pierwszego małżeństwa, dziedziczenie w Hiszpanii przez któregoś z jej synów nie wchodziło w rachubę. Jednocześnie Hiszpania nie wyrzekła się utraconych na mocy traktatów w Utrechcie, Rastatt i Baden Sycylii, Sardynii, Neapolu i Mediolanu, które po zakończeniu hiszpańskiej wojny sukcesyjnej znajdowały się pod panowaniem niedoszłego habsburskiego króla Hiszpanii, cesarza Karola VI.
Po zakończeniu wojny o sukcesję hiszpańską i podpisaniu pokoju w Utrechcie w 1713 nastąpiło zbliżenie pomiędzy dwoma czołowymi wielkimi europejskimi mocarstwami kolonialnymi: Wielką Brytanią i Francją, które zawarły sojusz („system francusko-brytyjski”) mający dominujące i stabilizujące znaczenie w świecie. System ów przetrwał do 1731. W jego ramach oba te państwa dążyły do zatrzymania ekspansji Imperium Rosyjskiego na Morzu Bałtyckim i Hiszpanii na Morzu Śródziemnym.

## Konflikt
Kiedy więc w roku 1717 Hiszpania zajęła Sardynię (należącą od czasu pokoju w Utrechcie do Austrii), zaś rok później w ręce Hiszpanów wpadła Sycylia, 2 sierpnia 1718 Wielka Brytania, Francja, Austria i Niderlandy zawarły sojusz antyhiszpański (tzw. czwórprzymierze). W tym samym roku flota angielska zwyciężyła ochraniającą hiszpańskie operacje na Sycylii flotę hiszpańską koło przylądka Passero w pobliżu Syrakuz i Mesyny. Francuzi tymczasem w roku 1719 wtargnęli do kraju Basków, co zmusiło Hiszpanię do rozpoczęcia rozmów pokojowych. Ostatecznie doszło do niego po nieudanej wyprawie hiszpańskiego korpusu ekspedycyjnego w sile 6000 ludzi do Szkocji, gdzie zamierzali wspomóc Jakobitów w walce z Anglikami. Flota w trakcie wyprawy została zniszczona przez sztorm. W grudniu 1719 król Filip V zwolnił w końcu kardynała Alberoniego odpowiedzialnego za agresywną politykę Hiszpanii.

## Skutki
Dnia 17 lutego 1720 w Hadze zawarto układ pokojowy na mocy którego Sabaudia zyskała ziemie Sardynii, a jej królem obrano Wiktora Amadeusza, Sycylia dostała się pod panowanie austriackie. Dodatkowo Hiszpania zmuszona była zwrócić zajęte tereny, z tym, że uznano prawa infanta hiszpańskiego Karola do Parmy i Piacenzy, w których miał panować jako wasal cesarza (wstąpił na tron w 1731).